# Accademia statale di coreografia di Mosca
L'Accademia statale di coreografia di Mosca (in russo Московская государственная академия хореографии?), comunemente nota come Accademia di balletto del Bol'šoj, è una delle scuole di balletto più antiche e prestigiose del mondo, con sede a Mosca, Russia. È la scuola affiliata del Balletto Bol'šoj.
Il Balletto Bol'šoj riceve la maggior parte dei suoi ballerini dall'Accademia, così come la maggior parte delle altre compagnie di danza di Mosca.

## Storia
Il Bol'šoj è la più antica scuola teatrale di Mosca, fondata come orfanotrofio per ordine di Caterina II nel 1763. Fu solo nel 1773 che le prime lezioni di danza venivano insegnate a casa. Altri nomi conosciuti dalla scuola sono: l'Accademia Bol'šoj, la Scuola di balletto del Bol'šoj, l'Istituto coreografico di Mosca, la Scuola di ballo di Mosca, la Scuola di ballo di Mosca del Bol'šoj e la Scuola di ballo del teatro del Bol'šoj.

## Metodo ed educazione
Il metodo di insegnamento del Bol'šoj è basato su un esaustivo curriculum di formazione classico completo che è attentamente coordinato con le abilità degli studenti. Il curriculum comprende la tecnica del balletto, il lavoro sulle punte, il lavoro al centro, il repertorio, il pas de deux, il jazz, la danza di carattere e la danza storica. L'Accademia offre un corpo insegnante professionale con insegnamento internazionale ed esperienza nello spettacolo. Tutte le classi sono valutate attentamente sia per età che per livello tecnico e ogni studente riceve l'attenzione individuale necessaria per i suoi progressi. A scuola i bambini dai nove ai diciotto anni frequentano corsi accademici oltre al loro rigoroso allenamento di danza, utilizzando il metodo Vaganova. Molti di loro vivono nei dormitori interni della scuola.
La Accademia di Balletto del Bol'šoj tiene audizioni annuali per gli studenti che cercano di essere ammessi nei programmi a tempo pieno di tirocinio e formazione professionale. Il direttore dell'accademia è attualmente Marina Leonova.

## Servizi
L'Accademia di Balletto del Bol'šoj offre uno dei migliori impianti di allenamento per la danza al mondo. Servizi tra cui venti grandi monolocali con pista da ballo professionale antiscivolo, spogliatoi con docce e armadietti, zona studio e sala per fisioterapia. Gli alti soffitti consentono di offrire lezioni di Pas de Deux e sono previsti due livelli di balletto per bambini e adulti.

## Estate ad alta intensità
L'Accademia di Balletto collabora con la Russian American Foundation per organizzare intensivi estivi annuali a New York, negli Stati Uniti e a Middlebury (Connecticut). Si svolge in strutture del Lincoln Center. Durante l'estate ad alta intensità alcuni studenti vengono scelti per partecipare ad un Gala Performance a Mosca o per iscriversi a tempo pieno all'Accademia di Mosca.

## Direttori
Elenco dei direttori della scuola
- 1773-1777 — Filippo Beccari
- 1778-1783 — Leopold Paradise
- 1783-1805 — Cosimo Morelli
- 1806-1808 — Jean Lamiral
- 1808-1811 — Dominique Lefèvre
- 1811-1839 — Adam Glushkovskiy
- 1839-1846 — Konstantin Bordanov (ru: Богданов, Константин Федорович)
- 1846-1850 — Feodor Manokhin (ru: Манохин, Фёдор Николаевич)
- 1851-1857 — ?
- 1858-1869 — Feodor Manokhin Манохин, Фёдор Николаевич
- 1869-1872 — Pierre Frédéric Malavergne
- 1872-1874 — Gustave Legat
- 1874-1883 — Sergey Petrovich Sokolov (ru: Соколов, Сергей Петрович)
- 1883-1898 — Aleksey Bogdanov (ru: Богданов, Алексей Николаевич)
- 1898-1902 — Vasiliy Geltser (ru: Гельцер, Василий Федорович)
- 1902-1907 — Alexander Alexeyevich Gorsky
- 1907-1917 — Vasiliy Tikhomirov (ru: Тихомиров, Василий Дмитриевич)
- 1917-1924 — Alexander Alexeyevich Gorsky
- 1924-1931 — ?
- 1931-1936 — Viktor Aleksandrovich Semeonov (ru: Семёнов, Виктор Александрович)
- 1937-1941 — Pyotr Gusev
- 1942-1945 — Nikolay Ivanovich Tarasov (ru: Тарасов, Николай Иванович)
- 1945-1947 — Rostislav Zakharov
- 1948-1953 — Leonid Lavrovskiy
- 1953-1954 — Nikolay Ivanovich Tarasov
- 1954-1958 — Michail Gabovich (ru: Габович, Михаил Маркович)
- 1959-1964 — Yuriy Kondratov (ru: Кондратов, Юрий Григорьевич)
- 1960-2001 — Sof'ja Nikolaevna Golovkina (ru: Головкина, Софья Николаевна)
- 1964-1967 — Leonid Lavrovskiy
- 1968-1972 — Aleksey Yermolayev
- 1973-1987 — Maksim Martirosian (ru: Мартиросян, Максим Саакович)
- 1988-1993 — Igor Uksusnikov (ru: Уксусников, Игорь Валентинович)
- 2001-2002 — Boris Akimov (ru: Акимов, Борис Борисович)
- 2002 — Marina Leonova (ru: Леонова, Марина Константиновна)
- Boris Akimov